# أنصار الشريعة (درنة، ليبيا)
أنصار الشريعة فرع درنة هي فرع من جماعة ليبيا في ليبيا؛ ويرأس الفرع أبو سفيان بن قمو.
في عام 2011 أصبح بن قمو زعيم جماعة من المقاتلين في مسقط رأسه في مدينة درنة الجبلية شرق البلاد خلال الحرب الأهلية الليبية التي تلت ثورة 17 فبراير عام 2011. وأفادت التقارير بأن الجماعة قد حلت نفسها بعد هجوم القنصلية الأمريكية في بنغازي حيث يتهم مسؤولون أمريكيون بأن الجماعة وزعيمها شاركوا في الهجوم لتصنف لاحقاً كمنظمة إرهابية على اللائحة السوداء التابعة لوزارة الخارجية الأمريكية.
بحلول أواخر عام 2013، ظهرت المجموعة مجددا في المدينة كفرع من جماعة أنصار الشريعة التي كانت حينها تتخذ من بنغازي مقرا لها تحت شعار «خطوة نحو بناء الدولة الإسلامية».
في ديسمبر 2014، انضمت جماعة أنصار الشريعة إلى لواء شهداء بوسليم و«جيش الإسلام الليبي» تحت مظلة تسمى مجلس شورى المجاهدين في درنة.
شاركت الجماعة في القتال ضد قوات الجيش الليبي المدعوم من مجلس النواب والذي يقوده خليفة حفتر في الحرب الأهلية الليبية الثانية في مدينة بنغازي.